# Hexatoma pacifica
Hexatoma pacifica är en tvåvingeart som beskrevs av Alexander 1956. Hexatoma pacifica ingår i släktet Hexatoma och familjen småharkrankar. Inga underarter finns listade i Catalogue of Life.